# 熊谷麻衣子
熊谷 麻衣子（くまがい まいこ、1970年8月10日 - ）は、宮城県仙台市出身のフリーアナウンサー。圭三プロダクション所属。常盤木学園高等学校、国立音楽大学教育音楽学部卒業。身長は162cm。

## 略歴
1993年、岩手めんこいテレビにアナウンサーとして入社。同局初の自社制作情報番組『土曜は見っと!』で司会を務めた他、1995年には当時同局アナウンサーだった横山義則（地元の元東北放送報道部勤務、『ウォッチン!みやぎ』キャスター）と、同局のスタッフであった男性（青森県出身）の3人で、当時人気だった「EAST END×YURI」の仙台版企画ユニット「NORTH EAST×MAI」として「DA・CHA・NE」（だっちゃね、「DA・YO・NE」の仙台弁バージョン。作詞は他系列アナウンサーの対馬孝之）をリリースした。「DA・CHA・NE」の発売が決定した当時、国立音楽大学出身という理由で上司（小原忍など）からボーカルとして選ばれた際に、本人は拒否し続けたが結局渋々引き受けた。
『FNSアナウンス大賞』で奨励賞を受賞したこともある。
2002年、岩手めんこいテレビを退社。東京に拠点を移し、圭三プロダクションに所属。フジテレビ系『情報プレゼンター とくダネ!』の1コーナー「とくダネ!特捜部」のレポーターの1人として出演していた。岡本知高のコンサートの司会を務めた。

## 人物
- 2001年9月11日に起きた米中枢同時テロを知り、フリーアナウンサーを志すようになる。
- 趣味は旅行、スノーボード、写経、美術鑑賞、海釣り、クッキーなどの菓子作り、山菜採り、舞台鑑賞。特技はピアノ演奏。
- 好きな番組はJ-WAVE「PLATOn」であり、ラジオパーソナリティーになることに憧れを抱いている。
- 地方物産展、スコッチ・ウイスキー「シングル・モルト」にこだわりをもつ。
- 2009年7月11日に、2007年M-1グランプリ王者・サンドウィッチマンの伊達みきおとの結婚式を、2人の地元仙台市で行った[3]。『とくダネ!』でサンドウィッチマンの2人に密着取材した際、レポーターだった熊谷の出身地が伊達と同じ仙台市であったことから、互いに意気投合して交際がスタートし、結婚に至った。また、後年に伊達がこの結婚について語ったところによると『とくダネ!』の出演者・スタッフのほとんどが反対する中、小倉智昭だけは反対せず『伊達さんはいい人、彼は大丈夫だよ』と言って後押しをした[4]。
- 2012年1月12日に長女を出産[5]。
- めんこいテレビ退社後も、OGとして同局制作の特別番組などに登場する場合がある[注 3]。

## 出演番組
★は、出演中

### 岩手めんこいテレビ時代
- 土曜は見っと!（司会）
- ピンクのしっぽ（メイン司会）
- mitザ・ヒューマン→mitスーパーニュース
- めざましテレビ（岩手中継レポーター）
- めざましテレビ公認 わがまま!気まま!旅気分（mit制作分、ナビゲーター）

### 圭三プロダクション所属
- 国民クイズ常識の時間（日本テレビ系、レポーターとして出演していた）
- 情報プレゼンター とくダネ!（フジテレビ系、「とくダネ!特捜部」レポーターとして不定期出演していた）

ほか